# Horodnic de Sus
Horodnic de Sus est une commune du județ de Suceava en Roumanie.